# Patrick Font
Pour les articles homonymes, voir Font.
Patrick Font, né le 27 septembre 1940 au Vésinet et mort le 6 avril 2018 à Chambéry, est un humoriste et chansonnier français.

## Biographie
Patrick Font est instituteur de 1961 à 1968, avant de se tourner vers une carrière dans le spectacle.
Il s'est notamment illustré en compagnie de Philippe Val dans le duo Font et Val des années 1970 à 1995. Il a également écrit des textes de chansons pour d'autres artistes comme Thierry Le Luron ou, plus tard, Christophe Alévêque.
En 1992, il devient chroniqueur à Charlie Hebdo, dont Val est le rédacteur en chef. Il a aussi été chroniqueur, entre autres, dans l'émission Rien à cirer de Laurent Ruquier sur France Inter.
En 1994, en Haute-Savoie, il fonde Marie Pantalon, une école parallèle de formation au spectacle qui doit son nom à Marie Suize, dite Marie Pantalon.
En décembre 2005, Patrick Font et le compositeur Denis Zavarise fondent Les Auteurs Réunis, association regroupant ses compagnons de scène parmi lesquels Jean-Patrick Douillon, Martial et Anthony, Christophe Sibille, Éric Mie, Ze Fred, ainsi que ses différents interprètes comme le comédien Daniel Gros, la chanteuse Évelyne Gallet, ou encore l'imitateur Jean-Michel Mattei. Les Auteurs Réunis sont à l'origine de l'hebdomadaire satirique Le Coq des Bruyères et de l'émission radiophonique Le Bar des vieux cons.
En janvier 2007, il devient avec Thierry Rocher l'un des comiques permanents du théâtre des Deux Ânes à Paris.
Il meurt le 6 avril 2018 à Chambéry des suites d'une longue maladie du foie.

### Condamnation pour attouchements sur mineurs
En 1996, Patrick Font est accusé d’attouchements sur mineurs dans un cadre institutionnel, commis sur des jeunes filles élèves dans son établissement « ouvert à la rentrée 1994, une école parallèle » de formation au spectacle. Poursuivi par les familles de douze enfants, onze filles et un garçon,, « le 25 juillet [1996], [il] est incarcéré à la prison d'Aiton (Savoie) pour atteintes sexuelles sur enfants de moins de 15 ans. »
Il reconnaît la plupart des attouchements avec les adolescentes et les rapports sexuels avec les filles âgées de plus de 15 ans, déclarant à l'audience : « Je me suis trouvé de plus en plus en contact avec les jeunes filles. Je me suis laissé emporter par le torrent. » L'Express le décrit comme un « pédophile type, obnubilé par les enfants » et les psychiatres considèrent que « seule une incarcération pourra favoriser une prise de conscience ». Il est condamné en mars 1998 à six ans de prison pour attouchements sur mineurs. Libéré au bout de quatre ans, il remonte ensuite sur scène, poussé par des amis chansonniers.

### Vie privée
Il épouse le 17 mars 1970 à Paris 17e Minou Drouet, de sept ans sa cadette, qu'il avait rencontrée en 1968 et dont il divorce en 1979.

## Publications
- J'exagère, mais pas assez, In Fine, 1992  (ISBN 2-84046-007-6)
- Vingt ans de finesse (avec Philippe Val), Le Cherche Midi, 1993  (ISBN 2-86274-261-9)
- La vérité est bonne à dire quand elle a cessé d'être vraie, Le Cherche Midi, 1994  (ISBN 2-86274-310-0)
- Y'en a un peu plus, j'vous l'mets quand même ?, Le Cherche Midi, 1995  (ISBN 2-86274-360-7)
- La clairière aux filles, In Fine, 1996  (ISBN 2-84046-040-8)
- Les pensées, Le Cherche Midi, 2010  (ISBN 9782749118086)
- Souvenirs d'un cow-boy d'opérette (autobiographie), Coq des bruyères, 2018  (ISBN 979-10-94751-34-3)

## Discographie

### AvecPhilippe Val
- 1977 : L'Autogestion
- 1978 : Font et Val
- 1978 : À l'Olympia
- 1980 : Ils finiront sur l'échafaud
- 1981 : Messieurs « Plus »
- 1982 : Montrent tout à Bobino
- 1984 : Ça donne pas envie de chanter (au théâtre du Gymnase)
- 1987 : Ça va chier (au Théâtre libertaire de Paris)
- 1989 : Votez sensuel
- 1990 : Bientôt l'Europe (au Théâtre libertaire de Paris)
- 1992 : À Connard Land
- 1994 : Liberté, égalité, vos papiers
- 1995 : Tournée 95

### Contributions
- 2011 : La verVe et la Joie, Bacchanales Production, Patrick Font chante Identité Nationale avec Nicolas Bacchus, Agnès Bihl, et Sarclo.

## Filmographie
- 1981 : Le Roi des cons, de Claude Confortès[9]
- 1986 : Paulette, la pauvre petite milliardaire, de Claude Confortès[10]
- 1987 : Attitudes, de Pierre Constantin et Pascal Yatropoulos[11]
- 1987 : Le Personnage, de Pierre Constantin et Pascal Yatropoulos[12]
- 1987 : Tel Père, Tel Fils, de Pierre Constantin et Pascal Yatropoulos[13]

#### Autres liens
- Site du journal satirique Le Coq des bruyères
- Biographie de Patrick Font